# Гурбанов, Муса Осман оглы
Муса Осман оглы Гурбанов (азерб. Qurbanov Musa Osman oğlu; 9 ноября 1964, Закаталы, Азербайджанская ССР, СССР) — советский и азербайджанский футболист, менеджер — селекционер.

## Игровая карьера
В профессиональный футбол пришёл в 1986 году, в 21 летнем возрасте, когда начал тренироваться в команде «Дашгын» из родного города Закаталы. Первым тренером был опытнейший местный специалист Ширданов Шабан Раджаб оглы. В дальнейшем, вместе со свои младшим братом — Гурбаном Гурбановым, выступал в клубах «Кюр-Нур» Мингячевир, «Туран» Товуз и «Нефтчи» Баку.

## Сборная
В 1992—1993 годах привлекался в состав национальной сборной Азербайджана, в составе которого провел 2 игры. Дебютировал в составе сборной Азербайджана 17 сентября 1992 года в грузинском городе Гурджаани, в товарищеском матче сборной Азербайджана против сборной Грузии, который являлся также первой официальной игрой национальной сборной Азербайджана, после обретения независимости.

## Тренерская карьера
В 2006—2007 годах был спортивным директором ФК «Нефтчи» Баку.
С 2007 года работает менеджером-селекционером ФК «Карабах» Агдам. Ведет селекционную работу как для привлечения новых игроков в состав агдамского клуба, так и в поиске зарубежных клубов для местных игроков. В частности является менеджером большинства игроков «скакунов», в том числе футболистов Рауфа Алиева и Афрана Исмайлова.

## Достижения
- Чемпион Азербайджана: 1993/94 (в составе «Турана»), 1996/97 (в составе «Нефтчи»)
- Серебряный призёр чемпионата Азербайджана: 1994/95 (в составе «Турана»)

## Семья
Женат. Младший брат Гурбан Гурбанов — главный тренер ФК «Карабах» Агдам, в прошлом футболист. Племянник — Муса Гурбанлы, игрок футбольного клуба «Карабах» и сборной Азербайджана.